# Paul Chauvet
Pour les articles homonymes, voir Chauvet.
Paul Louis Gabriel Chauvet, né le 18 janvier 1904 à Ruffec et mort le 18 janvier 2007 à Chelles) est un administrateur colonial français qui fut gouverneur général de l'AOF et de l'AEF.
puis présida plusieurs sociétés 
Il est inhumé au cimetière de Pouzauges (Vendée).

## Biographie
Paul Chauvet, petit-fils de Gustave Chauvet, archéologue (1840-1933), fils de Pierre Chauvet, magistrat, et de Marguerite Perrein, est né le 19 janvier 1904 à Ruffec (Charente) et décédé le 19 janvier 2007 à Chelles (Seine et Marne).
Après des études secondaires au lycée Henri IV de Poitiers, puis au lycée Louis-le-Grand à Paris, Paul Chauvet est licencié et docteur en droit, diplômé de l'École des langues orientales et breveté de l'École coloniale en 1924, il avait choisi la section Indochine.
(Un administrateur colonial est un responsable de l'administration coloniale. Les administrateurs coloniaux français étaient formés à l'École coloniale, devenue en 1934 l'École nationale de la France d'outre-mer).
Il commence sa carrière comme administrateur des services civils de l'Indochine en 1927. De 1928 à 1945, il a servi en Indochine, exception faite de deux courts séjours au 4e bureau de la direction des affaires politiques au ministère des colonies de 1932 à 1934 et au ministère de la France d'outre-mer en 1938.
Jusqu'en 1935, il est notamment adjoint à plusieurs chefs de province pour devenir lui-même en 1936, chef de la province de Sadec.
En 1939-1940, il est mobilisé au 4e régiment de tirailleurs tonkinois.
En 1941-1942, il a été résident à Lang Son ; de 1942 à 1944, il a dirigé les affaires politiques au Gouvernement Général et en 1944-1945 il a exercé les fonctions périlleuses de Résident supérieur à Hanoï au Tonkin. Il fut retenu prisonnier ainsi que sa femme et sa belle-fille par les Japonais en 1945 pour avoir refusé de signer l'ordre de cesser le feu.
Rentré en France, en 1945, il demande à servir en Afrique pour atteindre l'ancienneté indispensable au droit à la pension de retraite et démissionner. Il obtiendra le bénéfice du congé spécial en 1960.
Affecté à Dakar en 1947, il devient inspecteur général des affaires administratives en AOF. Il fait fonction de gouverneur général de l'Afrique-Occidentale française (AOF) du 24 mai 1951 au 21 septembre 1951, entre Paul Béchard et Bernard Cornut-Gentille.
En Afrique-Équatoriale française (AEF), il est gouverneur général du 21 septembre 1951 au 4 avril 1957, puis Haut-commissaire jusqu'au 29 janvier 1958, Pierre Messmer lui succéda.
En AEF, il a établi et mis en œuvre un plan général de développement, fondé sur l'édification de voies de communications et de moyens d'exécution adaptés aux réalités économiques prévisibles à moyen terme, sur une infrastructure simple et efficace, sur la modernisation des campagnes, l'exploitation des richesses naturelles et leur traitement sur place grâce à une industrialisation progressive.
Les résultats furent des ports et installations portuaires agrandis et modernisés, marécages comblés, grands centres hospitaliers édifiés, lycées et collèges créés, deux grands barrages achevés. Pour l'agriculture : stations agricoles réorganisées, paysannats-pilotes créés ; cultures industrielles du café et du cacao : polders consacrés au blé et au coton ; implantation de la canne à sucre ; pisciculture généralisée ; construction d'une sucrerie, filature ...
Il a également aidé au développement des écoles d'Art de Hanoï puis de Brazzaville en nommant comme directeur Évariste Jonchère, sculpteur, prix de Rome 1925.
Une fois retraité, il se voit confier la présidence de plusieurs sociétés : de 1958 à 1960 de la société franco-italienne d'investissements industriels et de l'Institut de recherche sur le caoutchouc, et de 1960 à 1975 la Société des mines de cuivre de Mauritanie.
Il est élu membre de l'Académie des sciences d'outre-mer, 2e section le 4 janvier 1964 (au siège du Président Albert Sarraut) et installé le 3 juillet 1964 par le Général Weygand. Dominique Wolton lui succède au 6 janvier 2012.
Il est Commandeur de la Légion d'honneur, Commandeur de l'Instruction publique, titulaire de la Croix de guerre des Théâtres des Opérations Extérieures avec Palme, Croix de Guerre 1939-1945, de la Médaille coloniale et de nombreuses décorations étrangères.

## Publications
Paul-Louis Chauvet a publié de nombreux articles, sous le pseudonyme de Paul Friot, dans La Grande Revue et, sous son nom, dans La Nef, La Revue des Deux Mondes et La Revue de Défense Nationale.
- Gallieni pacificateur. Écrits coloniaux de Gallieni. Choix de textes et notes par Hubert Deschamps et Paul Chauvet, Paris, 1949, 382 p.
- L'Afrique équatoriale française à la veille du marché commun, Brazzaville, 1957, 31 p.
- La logique de l'histoire et ses perspectives - le rôle de la fonction colonisatrice dans la croissance de l'humanité, 1993, 174 p.
- Les derniers moments de l'Empire Français - Souvenirs d'un colonial - Éditions de la Lettre Active - 31/12/2016

## Distinctions
- Commandeur de la Légion d'honneur
- Croix de guerre 1939–1945
- Croix de guerre des Théâtres d'opérations extérieurs